# Полиньяк (карточная игра)
Полинья́к (фр. Polignac) — карточная игра французского происхождения. Популярна в англоязычных странах, где известна под названием «англ. Knaves» («Валеты»). Используется колода из 52 карт. Старшинство карт − от двойки до туза.
Существует несколько различных версий игры: по количеству игроков, по способу начисления очков за взятку, по количеству очков, необходимых для победы.
Наиболее распространённым считается следующий вариант. Участвуют 3 игрока. Каждый получает по 17 карт. Последняя, 52-я карта, определяет козырь, но в игре не задействуется. Начинает игрок, сидящий слева от сдающего. Можно ходить с любой карты, класть карты нужно в масть, но при отсутствии масти не обязательно перебивать козырем.
Цель игры − набрать 20 очков. За каждую взятку полагается 1 очко. За валетов начисляются штрафные очки.
- B♥ — 4 штрафных очка
- В♦ — 3 штрафных очка
- В♣ — 2 штрафных очка
- В♠ — 1 штрафное очко

Очки подсчитываются постоянно в процессе игры.